# Rabdophaga palliumparens
Rabdophaga palliumparens är en tvåvingeart som först beskrevs av Stelter 1977.  Rabdophaga palliumparens ingår i släktet Rabdophaga och familjen gallmyggor.
Artens utbredningsområde är Tyskland. Inga underarter finns listade i Catalogue of Life.